# أوتو بايبر
أوتو بايبر (بالألمانية: Otto Piper) (و. 1841 – 1921 م) هو مؤرخ الفن، ومؤرخ معماري، وسياسي، ومحامي، وكاتب ألماني، توفي في ميونخ، عن عمر يناهز 80 عاماً.

## مناصب
تولى منصب عمدة
.